# Unterrheintal
Het district Unterrheintal was tot 2003 een bestuurlijke eenheid binnen het kanton Sankt Gallen.
Het district bevatte de volgende gemeenten:
- Thal
- Rheineck
- St. Margrethen
- Au
- Berneck
- Balgach
- Diepoldsau
- Widnau